# 屋顶上的提琴手 (音乐剧)
《屋顶上的提琴手》（英語：Fiddler on the Roof）是一场音樂劇，由杰瑞·巴克编曲、薛爾登·哈尼克作词、約瑟夫·史坦编剧，故事发生在1905年左右俄罗斯帝国的栅栏区。音乐剧改编自肖洛姆-阿莱汉姆的小说。故事围绕着居住在阿纳特夫卡村的奶农泰维，他尽力维护自己的犹太人信仰和传统，但是外部世界却一直影响着他的家庭生活。他的三个大女儿自有主见，想跟自己相爱的人结婚。但她们的对自己丈夫的选择对泰维来说却不尽人意。最后沙皇的诏令把犹太人赶出了他们的村子。
百老匯劇院首次在1964年原创演出该音乐剧，并成为历史上首次超过3000场演出。该音乐剧曾保持连续近10年不间断演出的纪录，直至后来被《油脂》超越。演出的利润非常高并受到好评。该音乐剧获得九项托尼獎，包括最佳音乐剧、编曲、原创、导演及编舞。它引导了百老汇的五次复兴，并在1971年改编成一部非常成功的电影，且持续得到国际上的欢迎度。并自此成为学校及社区内深受欢迎的节目。